# Mohammed Muntari
Mohammed Muntari (ar. محمد مونتاري, ur. 20 grudnia 1993 w Kumasi) – ghańsko-katarski piłkarz występujący na pozycji napastnika, reprezentant Kataru. Od 2019 roku zawodnik Al-Duhail SC.

## Życiorys
Wychowanek Golden Lions Soccer Academy, w 2012 roku przeszedł do katarskiego El Jaish SC. W Qatar Stars League zadebiutował 18 kwietnia 2013 roku w przegranym 1:2 spotkaniu z Ar-Rajjan SC. W sezonie 2013/2014 stał się zawodnikiem podstawowego składu swojego klubu. W grudniu 2014 roku został powołany do reprezentacji Kataru na Puchar Azji. W reprezentacji zadebiutował 27 grudnia tegoż roku w wygranym 3:0 towarzyskim meczu z Estonią. W 2015 roku został zawodnikiem Lekhwiya SC, podpisując z klubem pięcioletni kontrakt. W sezonie 2016/2017 zdobył z klubem mistrzostwo kraju. W 2017 roku został piłkarzem utworzonego na bazie El Jaish SC i Lekhwiya SC klubu pod nazwą Al-Duhail SC. W listopadzie 2017 roku został wypożyczony do końca sezonu do Al Ahli SC, a w sierpniu 2018 roku został pozyskany przez ten klub na zasadzie wolnego transferu. W lutym 2019 roku wrócił do Al-Duhail SC. W 2020 roku zdobył z klubem mistrzostwo kraju. 25 listopada 2022 roku zdobył bramkę w przegranym 1:3 meczu z Senegalem w ramach mistrzostw świata.

## Statystyki ligowe
| Sezon         | Klub         | Liga               | Mecze | Gole |
| ------------- | ------------ | ------------------ | ----- | ---- |
| 2012/2013     | El Jaish SC  | Qatar Stars League | 1     | 0    |
| 2013/2014     | El Jaish SC  | Qatar Stars League | 20    | 9    |
| 2014/2015     | El Jaish SC  | Qatar Stars League | 24    | 8    |
| 2015/2016     | Lekhwiya SC  | Qatar Stars League | 16    | 6    |
| 2016/2017     | Lekhwiya SC  | Qatar Stars League | 3     | 2    |
| 2017/2018 (j) | Al-Duhail SC | Qatar Stars League | 2     | 0    |
| 2017/2018     | Al Ahli SC   | Qatar Stars League | 9     | 3    |
| 2018/2019 (j) | Al-Duhail SC | Qatar Stars League | 2     | 0    |
| 2018/2019 (j) | Al Ahli SC   | Qatar Stars League | 8     | 3    |
| 2018/2019 (w) | Al-Duhail SC | Qatar Stars League | 6     | 3    |
| 2019/2020     | Al-Duhail SC | Qatar Stars League | 19    | 8    |
| 2020/2021     | Al-Duhail SC | Qatar Stars League | 20    | 5    |
| 2021/2022     | Al-Duhail SC | Qatar Stars League | 4     | 0    |
| 2022/2023     | Al-Duhail SC | Qatar Stars League | 6     | 0    |